# 国際連合安全保障理事会決議172
国際連合安全保障理事会決議172（こくさいれんごうあんぜんほしょうりじかいけつぎ172、英語: United Nations Security Council Resolution 172、UNSCR172）は、1962年7月26日に国際連合安全保障理事会で全会一致で採択された決議である。ルワンダの国連加盟申請を検討し、同国の加盟承認を総会に勧告した。